# 香港裔英國人
港裔英國人又稱英籍香港人、居英港人等，是指祖籍香港、父母或自己擁有英國國籍及香港居留權的人、於香港成長的人，或是先辈来自于现在的香港特别行政区或者1841年至1997年的英属香港的英國人，他們通常被认为是华裔英国人的一个群体。不少人持有英國國民（海外）護照 。

## 移民潮

### 1960年代
六七暴動引致香港社會動盪不安，一些比較富裕的香港居民對香港前景憂慮，選擇移居外地，當中不乏新界原居民。

### 1990年代
六四事件後，不少香港人對主權移交缺乏信心，英國政府因為道義責任，推出居英權計劃，讓5萬個家庭得到英國護照，部分人士選擇定居英國。除英國以外，美國、加拿大、澳洲、紐西蘭亦是當時熱門的移民地點。

### 2020年代
自中華人民共和國香港特別行政區維護國家安全法實施以來，香港的言論及集會自由日漸縮窄。英國政府讓英國國民（海外）護照持有人在英國居住、讀書或工作，5年之後可申請無限期居留，再居住12個月後可登記成英國公民，數以萬計的香港人攜同幼小移民他鄉。